# Denys Clerval
Denys Robert Clerval (* 11. September 1934 in Paris; † 9. Juni 2016 in Frankreich) war ein französischer Kameramann.

## Leben und Wirken
Denys Clerval erhielt seine Berufsausbildung zwischen 1953 und 1955 an der École de la rue de Vaugirard; zu seinen Mitschülern zählten Yves Rodallec, Raymond Sauvaire und Claude Zidi. Anschließend wirke er als Kameraassistent zusammen mit Sacha Vierny bei dem Klassiker Hiroshima mon amour von Alain Resnais (1959). Mit Beginn der 1960er Jahre begann Clerval eigenständig Kurzfilme zu fotografieren. Zu Clervals frühen Regisseure zählen Claude Guillemot, Jean Vautrin und René Allio, für die er 1964 Die unwürdige Greisin, seinen ersten Langspielfilm, fotografierte. Es folgten mit Geraubte Küsse und Das Geheimnis der falschen Braut Ende der 1960er Jahre zwei frühe Inszenierungen François Truffauts. 
Weitere künstlerisch ambitionierte Filme waren Der Aufruhr in der Cevennen und Ein schwerer Tag für die Königin von René Allio, Die unglaubliche und traurige Geschichte von der unschuldigen Eréndira und ihrer herzlosen Großmutter von Ruy Guerra und L'Annonce faite à Marie von Alain Cuny. In den Jahren 1973/74 war Denys Clerval Herstellungsleiter bei zwei Produktionen, die den berühmten Kollegen Henri Alekan und Claude Renoir gewidmet waren. Clerval war auch in der französischen Kameraleutegewerkschaft AFC (Association française des directeurs de la photographie cinématographique) tätig. 1992 wurde er in den Verwaltungsrat dieser Standesorganisation gewählt und blieb AFC-Mitglied bis zu seinem Berufsende zwei Jahre darauf.

## Filmografie (Auswahl)
- 1960: Actua-Tilt (Kurzfilm)
- 1961: 10 juin 1944 (Kurzfilm)
- 1961: La Quille (Kurzfilm)
- 1962: Twist Parade (Kurzfilm)
- 1962: Le Chemin de la mauvaise route (mittellanger Film)
- 1963: La Meule (Kurzfilm)
- 1963: Der schöne Mai (Le joli mai) (Dokumentarfilm)
- 1964: Die unwürdige Greisin (La vieille dame indigne)
- 1964: La Cinémathèque française (Kurzdokumentation)
- 1965: Les Autres (Kurzfilm)
- 1967: Die Wand (Le Mur)
- 1967: Fern von Vietnam (Loin de Vietnam) (Dokumentarfilm)
- 1968: Zwei ebenbürtige Ganoven (La Trêve)
- 1968: Geraubte Küsse (Baisers volés)
- 1969: Das Geheimnis der falschen Braut (La Sirène de Mississippi)
- 1970: Der Aufruhr in der Cevennen (Les Camisards)
- 1973: Ein schwerer Tag für die Königin (Rude Journée pour la reine)
- 1978: Mazarin (Fernsehvierteiler)
- 1980: Malevil (zweites Kamerateam)
- 1983: Die unglaubliche und traurige Geschichte von der unschuldigen Eréndira und ihrer herzlosen Großmutter (Erendira)
- 1986: Ubac
- 1987: Die Bestie (La Brute)
- 1988: Natalia
- 1991: L'Annonce faite à Marie
- 1993: La Fortune de Gaspard (Fernsehfilm)
- 1994: Daisy et Mona